# القمة الإسلامية الاستثنائية (2003)
مؤتمر القمة الإسلامي الاستثنائي الثاني (5 مارس ‌‌2003م)، عُقد في الدوحة بقطر، لتدارس التهديدات بهجوم عسكري أمريكي على العراق والظروف التي تمر بها القضية الفلسطينية إبان انتفاضة الأقصى.

## أبرز القرارات
- رفض ضرب العراق أو تهديد أمن وسلامة أي دولة إسلامية.
- دعوة المجتمع الدولي للعمل على نزع أسلحة الدمار الشامل في منطقة الشرق الأوسط بما في ذلك إسرائيل.